# Giro d’Italia 2019
Der 102. Giro d’Italia fand vom 11. Mai bis zum 2. Juni 2019 statt. Das Straßenradrennen startete mit einem Einzelzeitfahren in Bologna und endete nach 21 Etappen mit 3.518 Kilometern ebenfalls mit einem Zeitfahren in Verona. Das Grand-Tour-Etappenrennen ist Bestandteil der UCI WorldTour 2019.
Gesamtsieger wurde Richard Carapaz (Movistar Team), der mit seinem zweiten Etappensieg auf der 14. Etappe die Maglia Rosa des Gesamtführenden übernahm. Der Vorjahresvierte gewann mit einem Vorsprung von 1:05 Minuten vor Vincenzo Nibali (Bahrain-Merida) und 2:30 Minuten vor Primož Roglič (Jumbo-Visma), der nach den ersten fünf Etappen führte.
Carapaz' Team Movistar siegte in der Mannschaftswertung. Der Deutsche Pascal Ackermann (Bora-hansgrohe) entschied im Massensprint zwei Etappen und die Punktewertung für sich. Bergwertungssieger wurde Giulio Ciccone (Trek-Segafredo), der auch die  16. Etappe gewann. Der Gesamtsiebte Miguel Ángel López (Astana Pro Team) gewann die Nachwuchswertung.
Fausto Masnada (Androni Giocattoli-Sidermec) gewann die Zwischensprintwertung und den Kampfpreis, Damiano Cima (Nippo-Vini Fantini-Faizanè) die Ausreißerwertung. Das Team Bahrain-Merida gewann die Fair-Play-Wertung.

## Teilnehmer
Es starteten 22 Radsportteams zu je acht Fahrern, darunter die 18 UCI WorldTeams und auf Einladung des Veranstalters vier UCI Professional Continental Teams. In Abwesenheit des Vorjahressiegers Chris Froome zählten unter anderem der Zweite und Dritte des Vorjahres – Tom Dumoulin (Sunweb) und Miguel Ángel López (Astana) – ebenso zu den Favoriten wie der Vierte der Tour de France 2018 – Primož Roglič (Jumbo-Visma) –, der Sieger des Giro d’Italia 2013 und 2016 – Vincenzo Nibali (Bahrain-Merida) – und Simon Yates (Mitchelton-Scott), der 2018 drei Etappen gewann und 13 Tage die Maglia Rosa trug.
| WorldTeams (18)- AG2R La Mondiale - Astana - Bahrain-Merida - Bora-hansgrohe - CCC Team - Dimension Data - EF Education First - Groupama-FDJ - Team Jumbo-Visma - Lotto Soudal - Mitchelton-Scott - Movistar Team - Deceuninck-Quick Step - Katusha-Alpecin - Ineos - Team Sunweb - Trek-Segafredo - UAE Team Emirates Professional Continental Teams (4)- Androni Giocattoli-Sidermec - Bardiani CSF - Israel Cycling Academy - Nippo Vini Fantini Faizanè |
| |

## Strecke
Die Rundfahrt beinhaltete insgesamt drei Zeitfahren. Die ersten beiden Zeitfahren, das Auftaktzeitfahren und die 9. Etappe nach San Marino endeten jeweils nach einem Anstieg. Die erste Bergetappe – eine Bergankunft auf 2.247 Metern Höhe – fand am 13. Tag statt. Auf der 16. Etappe sollten der Mortirolo und der Gaviapass, der mit 2.618 Meteren als Cima Coppi galt, überquert werden. Letzterer musste jedoch aufgrund widriger Witterungsbedingungen, die eine rechtzeitige vollständige Schneeräumung verhinderten, aus dem Programm genommen werden. Die letzte Bergetappe wurde am vorletzten Tag ausgetragen mit Überquerung des Manghenpasses (2.047 m), der zur neuen Cima Coppi erklärt wurde, *) und endete mit einer Bergankunft mit 7,3 Prozent Steigung auf 6,9 Kilometern. Auf sechs Flachetappen galten die Sprinter als favorisiert.

### Etappenliste
| Etappe     | Datum   | Etappenorte                                   | type                 | Länge (km) | Etappensieger    | Gesamtführender |
| ---------- | ------- | --------------------------------------------- | -------------------- | ---------- | ---------------- | --------------- |
| 1. Etappe  | 11. Mai | Bologna – Santuario della Madonna di San Luca | Einzelzeitfahren     | 8          | Primož Roglič    | Primož Roglič   |
| 2. Etappe  | 12. Mai | Bologna – Fucecchio                           | Hügelige Etappe      | 205        | Pascal Ackermann | Primož Roglič   |
| 3. Etappe  | 13. Mai | Vinci – Orbetello                             | Flachetappe          | 220        | Fernando Gaviria | Primož Roglič   |
| 4. Etappe  | 14. Mai | Orbetello – Frascati                          | Flachetappe          | 235        | Richard Carapaz  | Primož Roglič   |
| 5. Etappe  | 15. Mai | Frascati – Terracina                          | Flachetappe          | 140        | Pascal Ackermann | Primož Roglič   |
| 6. Etappe  | 16. Mai | Cassino – San Giovanni Rotondo                | Hügelige Etappe      | 238        | Fausto Masnada   | Valerio Conti   |
| 7. Etappe  | 17. Mai | Vasto – L’Aquila                              | Hügelige Etappe      | 185        | Pello Bilbao     | Valerio Conti   |
| 8. Etappe  | 18. Mai | Tortoreto Lido – Pesaro                       | Hügelige Etappe      | 239        | Caleb Ewan       | Valerio Conti   |
| 9. Etappe  | 19. Mai | Riccione – San Marino                         | Einzelzeitfahren     | 34,8       | Primož Roglič    | Valerio Conti   |
|            | 20. Mai | 1. Ruhetag                                    | Ruhetag              |            |                  |                 |
| 10. Etappe | 21. Mai | Ravenna – Modena                              | Flachetappe          | 145        | Arnaud Démare    | Valerio Conti   |
| 11. Etappe | 22. Mai | Carpi – Novi Ligure                           | Flachetappe          | 221        | Caleb Ewan       | Valerio Conti   |
| 12. Etappe | 23. Mai | Cuneo – Pinerolo                              | Mittelschwere Etappe | 158        | Cesare Benedetti | Jan Polanc      |
| 13. Etappe | 24. Mai | Pinerolo – Ceresole Reale                     | Hochgebirgsetappe    | 196        | İlnur Zäkärin    | Jan Polanc      |
| 14. Etappe | 25. Mai | Saint-Vincent – Courmayeur                    | Hochgebirgsetappe    | 131        | Richard Carapaz  | Richard Carapaz |
| 15. Etappe | 26. Mai | Ivrea – Como                                  | Mittelschwere Etappe | 232        | Dario Cataldo    | Richard Carapaz |
|            | 27. Mai | 2. Ruhetag                                    | Ruhetag              |            |                  |                 |
| 16. Etappe | 28. Mai | Lovere – Ponte di Legno                       | Hochgebirgsetappe    | 194        | Giulio Ciccone   | Richard Carapaz |
| 17. Etappe | 29. Mai | Commezzadura – Rasen-Antholz                  | Mittelschwere Etappe | 181        | Nans Peters      | Richard Carapaz |
| 18. Etappe | 30. Mai | Olang – Santa Maria di Sala                   | Flachetappe          | 222        | Damiano Cima     | Richard Carapaz |
| 19. Etappe | 31. Mai | Treviso – San Martino di Castrozza            | Mittelschwere Etappe | 151        | Esteban Chaves   | Richard Carapaz |
| 20. Etappe | 1. Jun. | Feltre – Croce d’Aune                         | Hochgebirgsetappe    | 194        | Pello Bilbao     | Richard Carapaz |
| 21. Etappe | 2. Jun. | Verona – Verona                               | Einzelzeitfahren     | 17         | Chad Haga        | Richard Carapaz |

### Etappenkategorien und Karenzzeit
Der Veranstalter teilt die Etappen in fünf Kategorien ein, die für die Karenzzeit von Bedeutung sind:
- Kategorie a: Etappen ohne besondere Schwierigkeit (3., 5., 10., 11. und 18. Etappe) mit einer Karenzzeit zwischen 7 % bei einer Siegergeschwindigkeit unter 40 km/h und 10 % bei einer Siegergeschwindigkeit über 45 km/h,
- Kategorie b: Etappen mit geringer Schwierigkeit (4. Etappe) mit einer Karenzzeit zwischen 9 % bei einer Siegergeschwindigkeit unter 37 km/h und 11 % bei einer Siegergeschwindigkeit über 41 km/h,
- Kategorie c: Etappen mit mittlerer Schwierigkeit (2., 6., 7., 8. und 12. Etappe) mit einer Karenzzeit zwischen 11 % bei einer Siegergeschwindigkeit unter 35 km/h und 13 % bei einer Siegergeschwindigkeit über 39 km/h,
- Kategorie d: Etappen mit hoher Schwierigkeit (13. 14., 15., 16., 17., 19. und 20. Etappe) mit einer Karenzzeit zwischen 16 % bei einer Siegergeschwindigkeit unter 30 km/h und 18 % bei einer Siegergeschwindigkeit über 34 km/h sowie
- Kategorie e: Zeitfahren (1., 9. und 21. Etappe) mit einer Karenzzeit von 30 % der Siegerzeit.[6][7]

Die Etappenkategorien sind auch bedeutend für die Punktewertung.

## Reglement und Preisgelder
Das Rennen wurde nach dem Reglement der Union Cycliste Internationale (UCI) für Etappenrennen ausgetragen. Der Veranstalter RCS Sport legte im Einklang hiermit ein Sonderreglement fest, aus dem sich die Höhe der Preisgelder (Gesamthöhe ca. 1.500.000 Euro) und die Kriterien für die Vergabe der Sonderwertungen ergaben (die Gesamtwertung und die Mannschaftswertung ergeben sich aus dem Reglement der UCI), wie nachfolgend beschrieben.

### Etappen
Die ersten zwanzig Fahrer einer Etappe erhielten insgesamt 27.540 Euro Preisgelder, darunter der Etappensieger 11.010 Euro.

### Gesamtwertung
Der Führende der Gesamtwertung trug die Maglia Rosa. Die Gesamtwertung ergab sich wie stets bei internationalen Etappenrennen aus der Addition der gefahrenen Zeiten. Zusätzlich gab es bei den Etappen – außer den Zeitfahretappen – 10, 6 und 4 Sekunden Zeitbonifikation sowie bei den Zwischensprints 3, 2 und 1 Sekunde.
Der Gesamtsieger erhielt 265.668 Euro, der Zweite 133.412 Euro und der Dritte 68.801 Euro (jeweils aus zwei Preisgeldtöpfen). Preise wurden bis Platz 20 der Gesamtwertung vergeben. Der Träger der Maglia Rosa erhielt 2.000 Euro täglich.

### Punktewertung
Der Führende der Punktewertung trug die Maglia Ciclamino. Für diese Wertung wurden bei den Etappenzielen und den Zwischensprints Punkte abhängig von der Kategorie der Etappe nach folgendem Schema vergeben:
| Kategorie                      | 1. | 2. | 3. | 4. | 5. | 6. | 7. | 8. | 9. | 10. | 11. | 12. | 13. | 14. | 15. |
| ------------------------------ | -- | -- | -- | -- | -- | -- | -- | -- | -- | --- | --- | --- | --- | --- | --- |
| einfache Etappen               | 50 | 35 | 25 | 18 | 14 | 12 | 10 | 8  | 7  | 6   | 5   | 4   | 3   | 2   | 1   |
| mittelschwere Etappen          | 25 | 18 | 12 | 8  | 6  | 5  | 4  | 3  | 2  | 1   |     |     |     |     |     |
| schwere Etappen und Zeitfahren | 15 | 12 | 9  | 7  | 6  | 5  | 4  | 3  | 2  | 1   |     |     |     |     |     |

| Kategorie             | 1. | 2. | 3. | 4. | 5. | 6. | 7. | 8. |
| --------------------- | -- | -- | -- | -- | -- | -- | -- | -- |
| einfache Etappen      | 20 | 12 | 8  | 6  | 4  | 3  | 2  | 1  |
| mittelschwere Etappen | 10 | 6  | 3  | 2  | 1  |    |    |    |
| schwere Etappen       | 8  | 4  | 1  |    |    |    |    |    |

Der Tagessieger der Punktewertung erhielt 800 Euro und der Träger der Maglia Ciclamino 750 Euro täglich. Die fünf besten des abschließenden Klassements erhielten zwischen 10.000 und 3.000 Euro.

### Bergwertung
Der Führende in der Bergwertung trug die Maglia Azzurra. Für diese Wertung wurden auf den Gipfeln kategorisierter Anstiege Punkte nach folgendem Schema vergeben:
| Kategorie  | 1. | 2. | 3. | 4. | 5. | 6. | 7. | 8. | 9. |
| ---------- | -- | -- | -- | -- | -- | -- | -- | -- | -- |
| Cima Coppi | 45 | 30 | 20 | 14 | 10 | 6  | 4  | 2  | 1  |
| 1          | 35 | 18 | 12 | 9  | 6  | 4  | 2  | 1  |    |
| 2          | 15 | 8  | 6  | 4  | 2  | 1  |    |    |    |
| 3          | 9  | 4  | 2  | 1  |    |    |    |    |    |
| 4          | 3  | 2  | 1  |    |    |    |    |    |    |

Der Tagessieger der Bergwertung erhielt 700 Euro und der Träger der Maglia Azzurra 750 Euro täglich. Die fünf besten des abschließenden Klassements erhielten insgesamt 15.000 Euro, darunter der Sieger 5.000 Euro.

### Nachwuchswertung
Für die Fahrer, die nach dem 1. Januar 1994 geboren wurden, wurde auf Basis der Gesamtwertung die Nachwuchswertung vergeben, deren Führender mit der Maglia Bianca ausgezeichnet wurde.
Der Träger der Maglia Bianca erhielt täglich 750 Euro. Die fünf besten des abschließenden Klassements erhalten zwischen 10.000 und 3.000 Euro.

### Mannschaftswertung
Die Mannschaftswertung ergab sich aus der Addition der Tageszeiten der jeweils drei besten Fahrer des Teams.
Das Tagessiegerteam erhielt 500 Euro. Die fünf besten Teams des abschließenden Klassements erhielten zwischen 5.000 und 1.000 Euro.

### Sonderpreise
Daneben gab es noch folgende Sonderpreise:
- Zwischensprintwertung (Traguardi Volanti): Auf jeder Etappe (außer Zeitfahren) erhielten die ersten fünf Fahrer bei den Zwischensprints 10, 6, 3, 2, und einen Punkt. Der Sieger eines Sprints erhielt 500 Euro, der Gesamtsieger 8.000 Euro.
- Ausreißer-Wertung (Premio Fuga): Sieger wurde der Fahrer, der im gesamten Rennen am längsten in Ausreißergruppen (in einer Gruppe von maximal zehn Fahrern) aktiv war. Der Tagessieger erhielt 150 Euro, der Gesamtsieger 4.000 Euro.
- Kämpferischster Fahrer (Combattività): Bei Zielankünften, den Zwischensprints und jeder Bergwertung wurden Zähler für dieses Klassement vergeben. Die Anzahl der Zähler entsprach dabei aber nicht den ansonsten dort vergebenen Punkten.  Der Tagessieger erhielt 300 Euro, der Gesamtsieger 4.000 Euro.
- Fair Play-Wertung: Grundlage für diese Mannschaftswertung war ein Punktesystem, bei dem es galt, möglichst wenig Zähler zu sammeln. Beispielsweise wurde eine Geldbuße in einen Strafpunkt je 10 Schweizer Franken umgerechnet, Zeitstrafen brachten zwei Punkte je Sekunde, eine Deklassierung 100 Punkte und ein positiver Dopingtest 2.000 Punkte, Das Siegerteam erhielt 5.000 Euro.

## Wertungen im Rennverlauf
| Etappe         | Etappensieger    | Gesamtwertung Maglia Rosa | Punktewertung Maglia Ciclamino | Bergwertung Maglia Azzurra | Nachwuchswertung Maglia Bianca | Teamwertung                 |
| -------------- | ---------------- | ------------------------- | ------------------------------ | -------------------------- | ------------------------------ | --------------------------- |
| 1              | Primož Roglič    | Primož Roglič             | Primož Roglič (1)              | Giulio Ciccone             | Miguel Ángel López             | Team Jumbo-Visma            |
| 2              | Pascal Ackermann | Primož Roglič             | Pascal Ackermann               | Giulio Ciccone             | Miguel Ángel López             | Team Jumbo-Visma            |
| 3              | Fernando Gaviria | Primož Roglič             | Fernando Gaviria               | Giulio Ciccone             | Miguel Ángel López             | Team Jumbo-Visma            |
| 4              | Richard Carapaz  | Primož Roglič             | Pascal Ackermann               | Giulio Ciccone             | Miguel Ángel López             | Bora-hansgrohe              |
| 5              | Pascal Ackermann | Primož Roglič             | Pascal Ackermann               | Giulio Ciccone             | Miguel Ángel López             | Bora-hansgrohe              |
| 6              | Fausto Masnada   | Valerio Conti             | Pascal Ackermann               | Giulio Ciccone             | Giovanni Carboni               | Movistar Team               |
| 7              | Pello Bilbao     | Valerio Conti             | Pascal Ackermann               | Giulio Ciccone             | Giovanni Carboni               | Movistar Team               |
| 8              | Caleb Ewan       | Valerio Conti             | Pascal Ackermann               | Giulio Ciccone             | Giovanni Carboni               | Movistar Team               |
| 9              | Primož Roglič    | Valerio Conti             | Pascal Ackermann               | Giulio Ciccone             | Nans Peters                    | Movistar Team               |
| 10             | Arnaud Démare    | Valerio Conti             | Pascal Ackermann               | Giulio Ciccone             | Nans Peters                    | Movistar Team               |
| 11             | Caleb Ewan       | Valerio Conti             | Arnaud Démare                  | Giulio Ciccone             | Nans Peters                    | Movistar Team               |
| 12             | Cesare Benedetti | Jan Polanc                | Arnaud Démare                  | Gianluca Brambilla         | Hugh Carthy                    | Androni Giocattoli-Sidermec |
| 13             | Ilnur Sakarin    | Jan Polanc                | Arnaud Démare                  | Giulio Ciccone             | Pawel Siwakow                  | Movistar Team               |
| 14             | Richard Carapaz  | Richard Carapaz           | Arnaud Démare                  | Giulio Ciccone             | Pawel Siwakow                  | Movistar Team               |
| 15             | Dario Cataldo    | Richard Carapaz           | Arnaud Démare                  | Giulio Ciccone             | Pawel Siwakow                  | Movistar Team               |
| 16             | Giulio Ciccone   | Richard Carapaz           | Arnaud Démare                  | Giulio Ciccone             | Miguel Ángel López             | Movistar Team               |
| 17             | Nans Peters      | Richard Carapaz           | Arnaud Démare                  | Giulio Ciccone             | Miguel Ángel López             | Movistar Team               |
| 18             | Damiano Cima     | Richard Carapaz           | Pascal Ackermann               | Giulio Ciccone             | Miguel Ángel López             | Movistar Team               |
| 19             | Esteban Chaves   | Richard Carapaz           | Pascal Ackermann               | Giulio Ciccone             | Miguel Ángel López             | Movistar Team               |
| 20             | Pello Bilbao     | Richard Carapaz           | Pascal Ackermann               | Giulio Ciccone             | Miguel Ángel López             | Movistar Team               |
| 21             | Chad Haga        | Richard Carapaz           | Pascal Ackermann               | Giulio Ciccone             | Miguel Ángel López             | Movistar Team               |
| Wertungssieger | Wertungssieger   | Richard Carapaz           | Pascal Ackermann               | Giulio Ciccone             | Miguel Ángel López             | Movistar Team               |

## Endstände

### Gesamtwertung
| \| Gesamtwertung \| Gesamtwertung \| Gesamtwertung \| Gesamtwertung \| Gesamtwertung \| \| Fahrer \| Fahrer \| Land \| Team \| Zeit \| \| ------------- \| ------------------ \| ---------------------- \| --------------------------- \| ---------------- \| \| 1. \| Richard Carapaz \| Ecuador \| Movistar Team \| 90 h 01 min 47 s \| \| 2. \| Vincenzo Nibali \| Italien \| Bahrain-Merida \| + 1 min 05 s \| \| 3. \| Primož Roglič \| Slowenien \| Team Jumbo-Visma \| + 2 min 30 s \| \| 4. \| Mikel Landa \| Spanien \| Movistar Team \| + 2 min 38 s \| \| 5. \| Bauke Mollema \| Niederlande \| Trek-Segafredo \| + 5 min 43 s \| \| 6. \| Rafał Majka \| Polen \| Bora-Hansgrohe \| + 6 min 56 s \| \| 7. \| Miguel Ángel López \| Kolumbien \| Astana \| + 7 min 26 s \| \| 8. \| Simon Yates \| Vereinigtes Königreich \| Mitchelton-Scott \| + 7 min 49 s \| \| 9. \| Pavel Sivakov \| Russland \| Team Ineos \| + 8 min 56 s \| \| 10. \| İlnur Zäkärin \| Russland \| Katusha-Alpecin \| + 12 min 14 s \| \| 11. \| Hugh Carthy \| Vereinigtes Königreich \| EF Education First \| + 16 min 36 s \| \| 12. \| Joseph Dombrowski \| Vereinigte Staaten \| EF Education First \| + 20 min 12 s \| \| 13. \| Valentin Madouas \| Frankreich \| Groupama-FDJ \| + 21 min 59 s \| \| 14. \| Davide Formolo \| Italien \| Bora-Hansgrohe \| + 22 min 38 s \| \| 15. \| Jan Polanc \| Slowenien \| UAE Team Emirates \| + 22 min 38 s \| \| 16. \| Giulio Ciccone \| Italien \| Trek-Segafredo \| + 27 min 19 s \| \| 17. \| Mikel Nieve \| Spanien \| Mitchelton-Scott \| + 27 min 46 s \| \| 18. \| Tanel Kangert \| Estland \| EF Education First \| + 30 min 11 s \| \| 19. \| Domenico Pozzovivo \| Italien \| Bahrain-Merida \| + 33 min 40 s \| \| 20. \| Fausto Masnada \| Italien \| Androni Giocattoli-Sidermec \| + 34 min 52 s \| |                    |                        |                             |                  |
| |                    |                        |                             |                  |
| Quelle: ProCyclingStats |                    |                        |                             |                  |
| Gesamtwertung |                    |                        |                             |                  |
| Fahrer | Fahrer             | Land                   | Team                        | Zeit             |
| 1. | Richard Carapaz    | Ecuador                | Movistar Team               | 90 h 01 min 47 s |
| 2. | Vincenzo Nibali    | Italien                | Bahrain-Merida              | + 1 min 05 s     |
| 3. | Primož Roglič      | Slowenien              | Team Jumbo-Visma            | + 2 min 30 s     |
| 4. | Mikel Landa        | Spanien                | Movistar Team               | + 2 min 38 s     |
| 5. | Bauke Mollema      | Niederlande            | Trek-Segafredo              | + 5 min 43 s     |
| 6. | Rafał Majka        | Polen                  | Bora-Hansgrohe              | + 6 min 56 s     |
| 7. | Miguel Ángel López | Kolumbien              | Astana                      | + 7 min 26 s     |
| 8. | Simon Yates        | Vereinigtes Königreich | Mitchelton-Scott            | + 7 min 49 s     |
| 9. | Pavel Sivakov      | Russland               | Team Ineos                  | + 8 min 56 s     |
| 10. | İlnur Zäkärin      | Russland               | Katusha-Alpecin             | + 12 min 14 s    |
| 11. | Hugh Carthy        | Vereinigtes Königreich | EF Education First          | + 16 min 36 s    |
| 12. | Joseph Dombrowski  | Vereinigte Staaten     | EF Education First          | + 20 min 12 s    |
| 13. | Valentin Madouas   | Frankreich             | Groupama-FDJ                | + 21 min 59 s    |
| 14. | Davide Formolo     | Italien                | Bora-Hansgrohe              | + 22 min 38 s    |
| 15. | Jan Polanc         | Slowenien              | UAE Team Emirates           | + 22 min 38 s    |
| 16. | Giulio Ciccone     | Italien                | Trek-Segafredo              | + 27 min 19 s    |
| 17. | Mikel Nieve        | Spanien                | Mitchelton-Scott            | + 27 min 46 s    |
| 18. | Tanel Kangert      | Estland                | EF Education First          | + 30 min 11 s    |
| 19. | Domenico Pozzovivo | Italien                | Bahrain-Merida              | + 33 min 40 s    |
| 20. | Fausto Masnada     | Italien                | Androni Giocattoli-Sidermec | + 34 min 52 s    |

### Punktewertung
| Punktewertung | Punktewertung    | Punktewertung | Punktewertung               | Punktewertung |
| Fahrer        | Fahrer           | Land          | Team                        | Punkte        |
| ------------- | ---------------- | ------------- | --------------------------- | ------------- |
| 1.            | Pascal Ackermann | Deutschland   | Bora-Hansgrohe              | 226 P.        |
| 2.            | Arnaud Démare    | Frankreich    | Groupama-FDJ                | 213 P.        |
| 3.            | Damiano Cima     | Italien       | Nippo-Vini Fantini-Faizanè  | 104 P.        |
| 4.            | Fausto Masnada   | Italien       | Androni Giocattoli-Sidermec | 93 P.         |
| 5.            | Richard Carapaz  | Ecuador       | Movistar Team               | 90 P.         |
| 6.            | Davide Cimolai   | Italien       | Israel Cycling Academy      | 60 P.         |
| 7.            | Mirco Maestri    | Italien       | Bardiani CSF                | 54 P.         |
| 8.            | Vincenzo Nibali  | Italien       | Bahrain-Merida              | 51 P.         |
| 9.            | Primož Roglič    | Slowenien     | Team Jumbo-Visma            | 50 P.         |
| 10.           | Pello Bilbao     | Spanien       | Astana                      | 48 P.         |

### Bergwertung
| Bergwertung | Bergwertung        | Bergwertung | Bergwertung                 | Bergwertung |
| Fahrer      | Fahrer             | Land        | Team                        | Punkte      |
| ----------- | ------------------ | ----------- | --------------------------- | ----------- |
| 1.          | Giulio Ciccone     | Italien     | Trek-Segafredo              | 267 P.      |
| 2.          | Fausto Masnada     | Italien     | Androni Giocattoli-Sidermec | 115 P.      |
| 3.          | Damiano Caruso     | Italien     | Bahrain-Merida              | 86 P.       |
| 4.          | Richard Carapaz    | Ecuador     | Movistar Team               | 75 P.       |
| 5.          | Mikel Nieve        | Spanien     | Mitchelton-Scott            | 68 P.       |
| 6.          | İlnur Zäkärin      | Russland    | Katusha-Alpecin             | 54 P.       |
| 7.          | Mattia Cattaneo    | Italien     | Androni Giocattoli-Sidermec | 53 P.       |
| 8.          | Pello Bilbao       | Spanien     | Astana                      | 46 P.       |
| 9.          | Mikel Landa        | Spanien     | Movistar Team               | 42 P.       |
| 10.         | Gianluca Brambilla | Italien     | Trek-Segafredo              | 40 P.       |

### Nachwuchswertung
| Nachwuchswertung | Nachwuchswertung   | Nachwuchswertung       | Nachwuchswertung   | Nachwuchswertung  |
| Fahrer           | Fahrer             | Land                   | Team               | Zeit              |
| ---------------- | ------------------ | ---------------------- | ------------------ | ----------------- |
| 1.               | Miguel Ángel López | Kolumbien              | Astana             | 90 h 09 min 13 s  |
| 2.               | Pavel Sivakov      | Russland               | Team Ineos         | + 1 min 30 s      |
| 3.               | Hugh Carthy        | Vereinigtes Königreich | EF Education First | + 9 min 10 s      |
| 4.               | Valentin Madouas   | Frankreich             | Groupama-FDJ       | + 14 min 33 s     |
| 5.               | Giulio Ciccone     | Italien                | Trek-Segafredo     | + 19 min 53 s     |
| 6.               | Eddie Dunbar       | Irland                 | Team Ineos         | + 35 min 00 s     |
| 7.               | Lucas Hamilton     | Australien             | Mitchelton-Scott   | + 57 min 05 s     |
| 8.               | Ben O’Connor       | Australien             | Dimension Data     | + 1 h 10 min 23 s |
| 9.               | Chris Hamilton     | Australien             | Team Sunweb        | + 1 h 16 min 36 s |
| 10.              | Jai Hindley        | Australien             | Team Sunweb        | + 1 h 20 min 43 s |

### Mannschaftswertung
| Mannschaftswertung | Mannschaftswertung          | Mannschaftswertung     | Mannschaftswertung |
| Team               | Team                        | Land                   | Zeit               |
| ------------------ | --------------------------- | ---------------------- | ------------------ |
| 1.                 | Movistar Team               | Spanien                | 270 h 44 min 14 s  |
| 2.                 | Astana                      | Kasachstan             | + 17 min 36 s      |
| 3.                 | Bahrain-Merida              | Bahrain                | + 18 min 31 s      |
| 4.                 | EF Education First          | Vereinigte Staaten     | + 25 min 35 s      |
| 5.                 | Mitchelton-Scott            | Australien             | + 30 min 56 s      |
| 6.                 | Ineos                       | Vereinigtes Königreich | + 37 min 36 s      |
| 7.                 | Trek-Segafredo              | Vereinigte Staaten     | + 1 h 11 min 03 s  |
| 8.                 | Bora-hansgrohe              | Deutschland            | + 1 h 37 min 39 s  |
| 9.                 | Androni Giocattoli-Sidermec | Italien                | + 1 h 37 min 39 s  |
| 10.                | Team Jumbo-Visma            | Niederlande            | + 2 h 07 min 26 s  |